# 18111 Піне
18111 Піне (18111 Pinet) — астероїд головного поясу, відкритий 5 липня 2000 року.
Тіссеранів параметр щодо Юпітера — 3,317.